# Миска, Пали
Пали Миска (алб. Pali Miska; 19 мая 1931, Брадвица — 19 сентября 2009, Тирана) — албанский политический и государственный деятель, член Политбюро ЦК АПТ в 1976—1991. Занимал посты в правительстве НРА/НСРА, был председателем Народного собрания в 1982—1987. После падения коммунистического режима приговорён к тюремному заключению. Освобождён в результате беспорядков 1997.

## Партийно-хозяйственный функционер
Родился в крестьянской семье из округа Корча. С четырнадцатилетнего возраста работал на лесопилке в Корче. В 1951 вступил в правящую компартию АПТ. Отслужив в армии, поступил на деревообрабатывающий завод в Эльбасане. В 1959 окончил экономический факультет Тиранского университета.
Пали Миска был убеждённым сторонником Энвера Ходжи и его режима. Несколько лет занимал различные посты в аппарате парторганизации АПТ города Фуше-Аррез в северном округе Пука. В 1964—1968 — директор крупнейшего стране деревообрабатывающего комбината. С 1968 — секретарь, в 1969—1975 — первый секретарь городского комитета АПТ Пуки.
На VI съезде АПТ в 1971 Пали Миска был утверждён кандидатом в члены ЦК АПТ. С 1970 по 1991 являлся также депутатом Народного собрания.

## Член Политбюро и правительства
В 1975, в ходе очередной репрессивной кампании, были арестованы Сигурими министр экономики Абдюль Келези и министр промышленности Кочо Теодоси (оба приговорены к смертной казни и расстреляны в 1977). На место Теодоси министром промышленности и горнодобычи НРА был назначен Миска. На VII съезде в 1976 Пали Миска был кооптирован в Политбюро (в порядке редкого исключения кооптация состоялась без кандидатской ступени).
Возвышение Пали Миски происходило среди представителей новой генерации партийно-государственной номенклатуры. К этой группе принадлежали также Ламби Гегприфти, Хекуран Исаи, Ленка Чуко, Мухо Аслани, Кирьяко Михали. Наблюдатели связывали этот процесс с очередным зигзагом в политике Энвера Ходжи — разрывом с КНР (Келези и Теодоси были сторонниками албано-китайского союза).
Министерский пост Пали Миска занимал с мая 1975 по ноябрь 1976. Затем до декабря 1981 Пали Миска был заместителем премьер-министра Мехмета Шеху. Являлся одной из ключевых фигур хозяйственного управления НСРА.
17 декабря 1981 погиб премьер Шеху — официально было сообщено о его самоубийстве. Смерть Шеху, объявленного «заговорщиком и шпионом», спровоцировала очередную волну репрессий. Пали Миска оставил правительственный пост уже на следующий день. Однако он не имел отношения к конфликту Шеху с Ходжей и не подвергся преследованиям.
В ноябре 1982 Пали Миска сменил Симона Стефани на посту председателя Народного собрания НСРА. В 1983 являлся также первым секретарём городского комитета АПТ в Фиери. Но должность, важная по названию, являлась скорее представительской. Реальное руководство законодательным органом осуществлял председатель Президиума — член Политбюро, секретарь ЦК АПТ Рамиз Алия, ставший после смерти Энвера Ходжи его преемником на посту первого секретаря ЦК АПТ.
В качестве председателя Народного собрания Пали Миска участвовал в торжественно-траурной церемонии похорон Ходжи в апреле 1985. С траурной пропагандистской поездкой Миска посетил даже тюрьму в Зеймене (округ Лежа). Его ритуальные речи, проникнутые стереотипной скорбью, вызывали у заключённых презрительное отторжение. Миска вынужден был обращаться к охране для восстановления порядка.
В феврале 1987 Пали Миска уступил председательство в Народном собрании Петро Доде. Два года спустя, в феврале 1989 он вновь был назначен заместителем премьер-министра. Курировал сельское хозяйство в правительстве Адиля Чарчани.

## Отставка и осуждение
Массовые антикоммунистические протесты, начавшиеся в 1990, привели к падению коммунистического режима в Албании. Решающие события произошли в Тиране 20 февраля 1991. На следующий день Пали Миска был отправлен в отставку. На последнем X съезде АПТ в июне 1991 он был выведен из состава ЦК. В учреждении новой Социалистической партии Албании (СПА) участия не принимал.
В 1993 Пали Миска был арестован и привлечён к ответственности за злоупотребление властью. Среди подсудимых на процессе были также Ламби Гегприфти, Бесник Бектеши, Хайредин Челику, Прокоп Мурра, Ленка Чуко, Мухо Аслани, Фото Чами. Обвинения в отношении Миски касались в основном финансовых злоупотреблений. Миска был признан виновным и приговорён к 7 годам тюрьмы.
В 1997 в Албании вспыхнули массовые беспорядки, направленные против правительства Демократической партии. Результатом стал приход к власти СПА и амнистия осуждённым функционерам АПТ. Среди других был освобождён и Пали Миска.

## Частная жизнь
После освобождения Пали Миска проживал в Тиране как частное лицо. В политике не участвовал, от публичных выступлений воздерживался. Скончался в возрасте 78 лет.